# 奧斯特沃倫海崖
72°6′S 3°48′E / 72.100°S 3.800°E
奧斯特沃倫海崖，是南極洲的海崖，位於毛德皇后地，屬於穆利格-霍夫曼山脈的一部分，處於費斯特寧加山東面，由挪威製圖師根據該國探險隊拍攝的空中照片繪入地圖，現時由南極條約體系管理。